# Марія Крюгер
Марія Крюгер (пол. Maria Krüger; нар. 6 вересня 1904 у Варшаві — пом. 13 серпня 1999 там само) — польська письменниця, всередині ХХ століття була керівницею дитячих програм на польському радіо, працювала на телебаченні. Автор популярної дитячої передачі «Miś z okienka». Видавала як свої авторські казки, пригодницькі твори, так і перекази народної творчості. Найпопулярніший твір письменниці — «Каролінка», що була перекладена на багато європейських мов.

## Біографія
Марія Людвіга Крюгер народилася 6 вересня 1904 року у Варшаві. Іноді роком її народження вказується 1911, що є помилкою.
У 1929 році Марі закінчила Академію Політичних Наук у Варшаві. У 1934-36 роках вчилася на гуманітарному факультеті Варшавського Університету.
Як літератор дебютувала у 1928—1929 роках у популярному журналі для дітей старшого шкільного віку «Płomyczka». До війни часто друкувалася в інших дитячих і дорослих періодичних виданнях: «Świerszczyk», «Płomyk», «Dziatwa», «Słonko», «Poranek».
У 1933-39 роках була членом Об'єднання польських журналістів. Саме тоді почала працювати на польському радіо.
У роки гітлерівської окупації Марія Крюгер співпрацювала з демократичної групою «Epoka». У 1944 році брала участь у Варшавському повстанні.
Після завершення Другої світової війни Крюгер кілька років була працівником польської дипломатичної місії у Берні. Повернувшись на батьківщину, вона деякий час очолювала відділ дитячих програм на польському радіо (1950-52), а пізніше — на телебаченні (1955-56). Вона придумала найпопулярнішу дитячу передачу «Miś z okienka». Головний її герой — ведмідь, що часто розмовляв з юними глядачами про книжки.
Період 1950-60-х років був для письменниці найактивнішим: майже щороку з друку виходила нова книга. Це були казки, пригодницькі повісті, історичні оповідання, народні легенди та перекази. У 1959 році з'явився найвідоміший твір письменниці «Каролінка». За мотивами цієї книги у 1995 році було поставлено виставу, а у 2008 році було знято фільм. Великою популярністю у польських підлітків користувалися історичні книги — повість «Рік пурпурової троянди» та збірка оповідань «Легенди польської землі». Остання книга польської письменниці з'явилася у 1997 році.
Померла письменниця 13 серпня 1999 року у Варшаві.

## Твори
- 1930 — «Наші приятелі»
- 1945 — «Школа наречених»
- 1957 — «Петра»
- 1958 — «Казки»
- 1959 — «Каролінка»
- 1960 — «Рік пурпурової троянди»
- 1962 — «Клімек і Клементинка»
- 1964 — «Вухо, диня, сто двадцять п'ять!»
- 1970 — «Привіт, Каролінко!»
- 1975 — «Принцеса Білосніжка»
- 1976 — «Золота корона. Оповідання з історії Польщі»
- 1981 — «Серце дзвону»
- 1988 — «Відповідна дівчина»
- 1997 — «Найкращі байки»
- 1997 — «То ми!»

## Фільмографія
- «Яйце» / пол. Jajko (1959, мультфільм; сценарист, режисер)
- «Принцеса і осел» / пол. Królewna i osiołek (1959, мультфільм; сценарист)
- пол. Lajkonik (1960, мультфільм; сценарист, режисер)
- «Чайник» / пол. Czajnik (1961, мультфільм; режисер)
- «Рік пурпурової троянди» / пол. Godzina pasowej rózy (1963, співавт. сценарію)
- «Лускунчик» / пол. Dziadek do orzechów (1967, співавт. сценарію)
- та інші...